# Saki Soloma
Saki Hacky Soloma est un homme politique papou-néo-guinéen.

## Biographie
Titulaire en 2003 d'un diplôme de licence en science de l'éducation de l'université de Goroka, il est employé comme enseignant dans l'enseignement secondaire. Candidat malheureux aux élections législatives de 2012,, il devient en 2016 membre du comité de direction d'une entreprise d'ingénierie, avant de devenir directeur de deux autres entreprises également en 2020.
Il entre au Parlement national comme député d'Okapa, un district des Hautes-Terres orientales, aux élections de 2017. Élu avec l'étiquette du T.H.E. Party, il change immédiatement de parti pour rejoindre le Congrès national populaire, le parti du Premier ministre Peter O'Neill. En avril 2019 il est l'un des nombreux députés qui quittent la majorité parlementaire et permettent à l'opposition de former un gouvernement,. Il devient alors membre du Pangu Pati, le parti du nouveau Premier ministre James Marape, qui le nomme ministre de la Défense.
À cette fonction, il rencontre en juin 2019 l'adjoint au ministre de la Défense russe, le colonel Alexander Fomine, pour évoquer « les perspectives de développement de contacts militaires » entre les deux pays. En janvier 2020, avec le ministre des Affaires étrangères Patrick Pruaitch, il coordonne le déploiement d'unités de la Force de Défense de Papouasie-Nouvelle-Guinée pour contribuer à lutter contre les très importants feux de brousse de 2019-2020 en Australie. 
En décembre 2020, à l'occasion d'un remaniement ministériel, il doit céder ce ministère à Solan Mirisim, et devient ministre de l'Énergie et du Développement rural,. En octobre 2021, il participe néanmoins, à la place de son successeur, au sommet régional des ministres de la Défense d'Australie (Peter Dutton), des Fidji (Inia Seruiratu), de France (Florence Parly), de Papouasie-Nouvelle-Guinée, des Tonga (Pohiva Tuʻiʻonetoa), de Nouvelle-Zélande (Peeni Henare) et du Chili (représenté par George Brown), en vue d'accroître l'interopérabilité de leurs forces armées respectives dans la lutte contre les catastrophes naturelles en Océanie. En tant que ministre de l'Énergie, il explique que le secteur économique de l'électricité est « fragmenté, non-coordonné et mal géré », et fait adopter par le Parlement en avril 2021 une loi créant une autorité nationale publique de l'énergie (National Energy Authority),.  
En campagne pour les élections de 2022, il est attaqué physiquement dans sa circonscription par une foule de partisans d'un autre candidat, et plusieurs des personnes l'accompagnant sont blessées à coups de couteau.